# Potamotrygon leopoldi
A arraia xingu ou arraia negra (Potamotrygon leopoldi) é uma espécie de peixe da família Potamotrygonidae que mede de 50cm à 65cm.
O seu habitat natural é a bacia do Rio Xingu.
A arraia xingu possui uma alimentação carnívora, comendo em geral qualquer invertebrado ou peixe que ela possa engolir, e como a maioria das arraias possui um a dois espinhos peçonhentos na cauda que  é utilizado apenas como defesa para caça ela utiliza seu disco para abafar e asfixiar suas presas, a troca desses agulhões é feito em media 2 a 3 vezes por ano.Esse agulhão é um grande causador de acidentes em humanos nos rios onde elas habitam.
No aquarismo são animais raros e caros , extremamente cobiçados no continente asiático onde sua reprodução em cativeiro já é comum e em escala, sua dificuldade de manutenção se deve ao tamanho que atingem e a velocidade que crescem , sempre precisando de mais alimentos e um excelente volume e qualidade de água. Em cativeiro seu ph ideal fica em torno de 7 (neutro) e temperatura em torno de 28 a 30 graus.

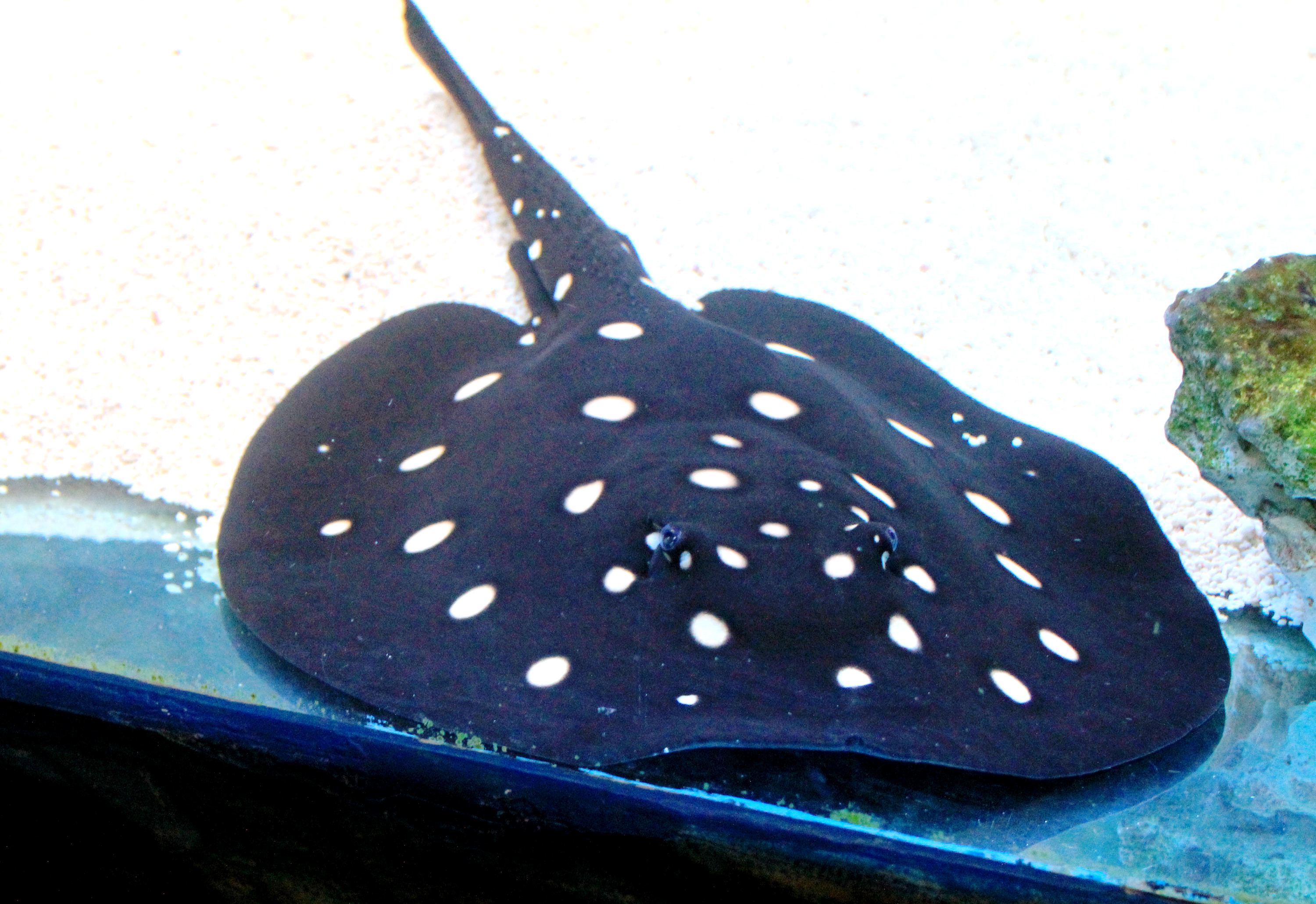
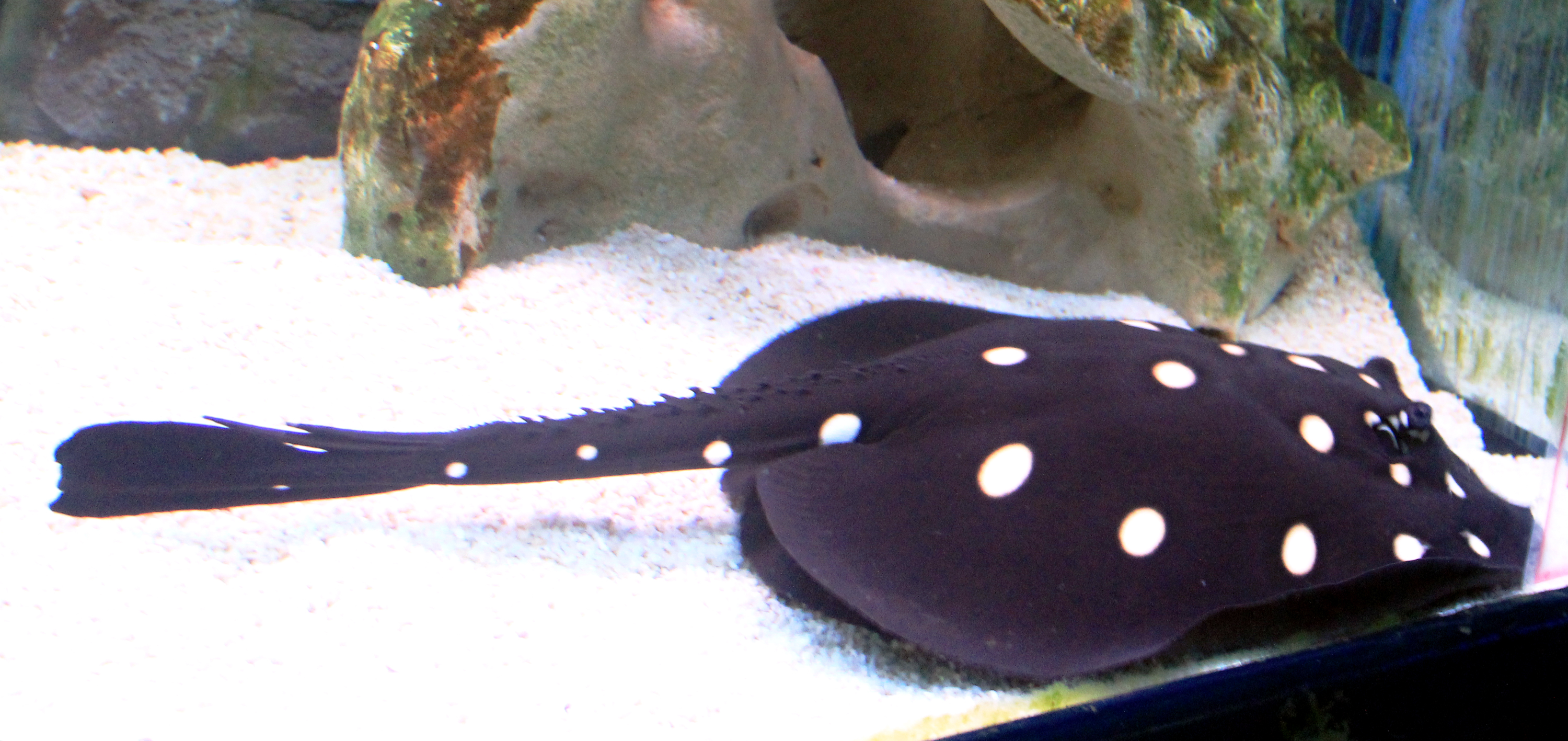
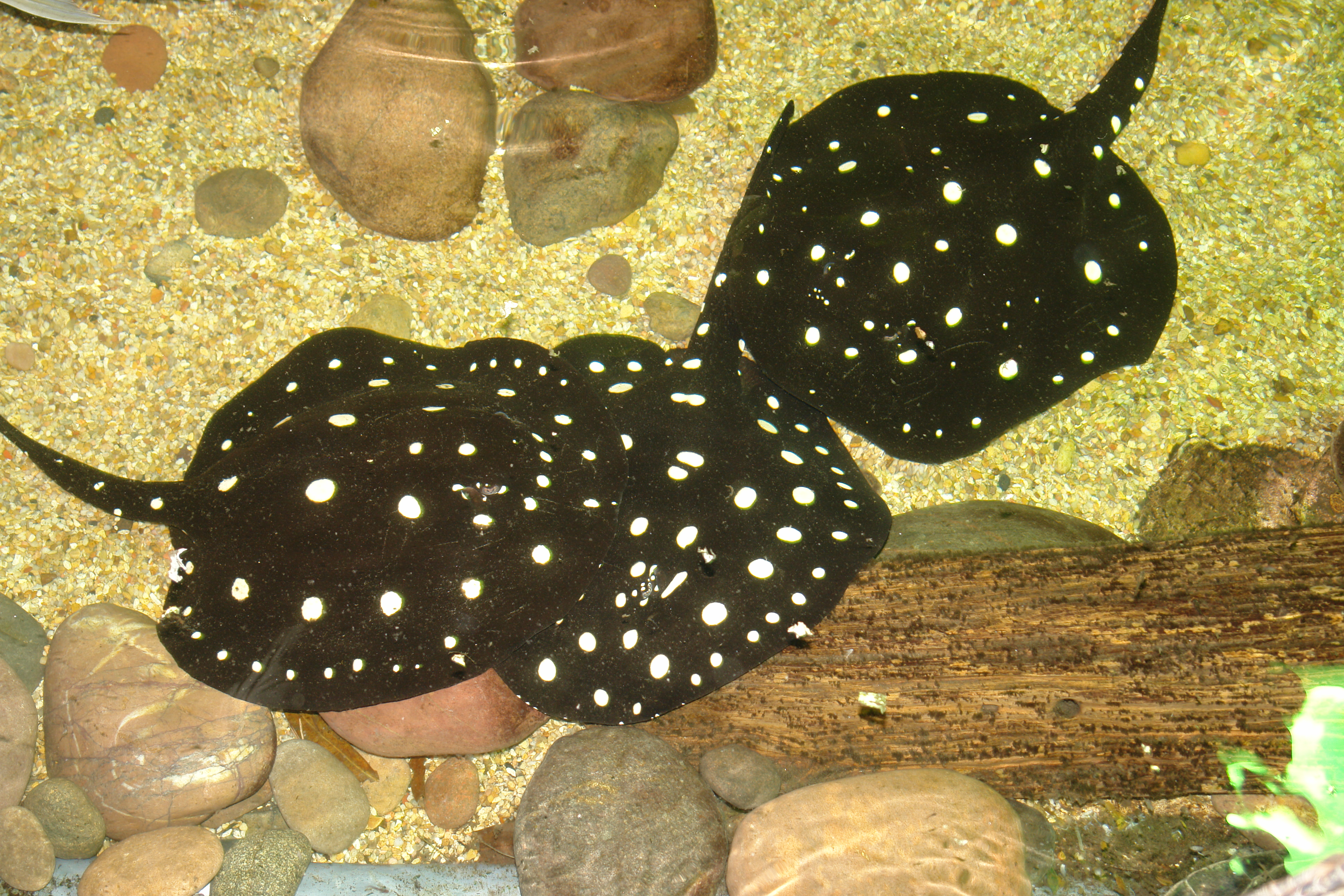

Está ameaçada por perda de habitat.